# Vtwm
Vtwm (Virtual Tab Window Manager) is een windowmanager voor het X Window System. De eerste versie van Vtwm kwam uit tussen 1990 en 1991. Met virtueel wordt bedoeld dat wat op het scherm zichtbaar is slechts een deel is van het totaal beschikbare werkvlak. Zo kan het scherm vergroot worden zodat het buiten het bereik van de monitor valt. Het voordeel hiervan is een vergrote werkruimte op het computerscherm.
Vtwm stamt direct af van Twm en is hier volledig terugwaarts compatible mee. Het is een open source-project dat tot aan de dag van vandaag door diverse vrijwilligers wordt onderhouden.

## Icon manager
Lang voordat Microsoft de taakbalk presenteerde had Vtwm al de zogenaamde icon manager. Deze icon manager wordt gevuld met buttons, elk aangevend de staat van een actief venster. In de configuratiefile kan het volledige toetsenbord aan commando's worden toegewezen. Zo kan de combinatie ALT + TAB toegewezen worden aan het openen van een bestaand venster.